# 科爾克雷山 (科爾克帕塔區)
13°23′45″S 71°42′42″W / 13.39583°S 71.71167°W
科爾克雷山（Qullqiri），是秘魯的山峰，位於該國南部庫斯科大區，由保卡坦博省的科爾克帕塔區負責管轄，屬於安地斯山脈的一部分，海拔高度4,264米。